# Dancing Barefoot
"Dancing Barefoot" je rocková skladba, kterou napsali Patti Smithová a Ivan Král pro skupinu Patti Smith Group. Skladba byla vydána v roce 1979 jako druhý singl z alba Wave. V roce 2004 se tato píseň umístila na 323. místě v anketě "500 největších písní všech dob" časopisu Rolling Stone.

## Seznam skladeb

### Strana A
Dancing Barefoot

### Strana B
"5-4-3-2-1" (Live)

## Cover verze
- 1986 – Niki Mono & Berry Sakharof (Fuck Your Dreams, This Is Heaven - soundtrack)
- 1986 - The Feelies
- 1987 – The Mission (The First Chapter)
- 1988 – The Celibate Rifles
- 1989 – U2
- 1991 – Xymox (Phoenix)
- 1995 – Johnette Napolitano (Spirit of '73: Rock for Choice)
- 1997 – Die Cheerleader (Barb Wire - soundtrack)
- 1998 - Sin ("Insinuation")
- 2001 – Simple Minds (Neon Lights)
- 2004 – Chamber (Solitude)
- 2008 – Allison Moorer (Mockingbird)
- 2010 - Pearl Jam